# Microdynerus tridentatus
Microdynerus tridentatus är en stekelart som beskrevs av Kostylev 1934. Microdynerus tridentatus ingår i släktet Microdynerus och familjen Eumenidae. Inga underarter finns listade i Catalogue of Life.